# 칼빈주의 감리교 신앙고백
칼빈주의 감리교 신앙고백(Confession of Faith of the Calvinistic Methodists of Wales) 1823년 영국 웨일즈 애버리스트위스(Aberystwyth)와 발라(Bala)에서 채택된 칼빈주의 감리교 또는 웨일즈 장로교 교리 문서. 영국 웨스트민스터 신앙고백을 근거로 작성되었으며, 총 44개 항목으로 구성되어 있다. 청교도 신학을 알 수 있는 문서 중 하나다.

## 내용
1. 하나님 존재에 관하여 (Of the being of God.)
2. 성경에 관하여 (Of the Scriptures.)
3. 하나님 속성들에 관하여 (Of the Attributes of God.)
4. 삼위일체 인격들에 관하여 (Of the Persons of the Trinity.)
5. 하나님 작정에 관하여 (Of God’s Decree.)
6. 창조에 관하여 (Of the Creation.)
7. 세상의 보전과 정부에 대한 하나님의 섭리에 관하여 (Of God’s Providence in the Preservation and Government of the World.)
8. 무죄 상태였던 원래의 인간에 관하여 (Of Man in his original state of Innocence.)
9. 행위 언약에 관하여 (Of the Covenant of Works.)
10. 인간의 타락과 원죄에 관하여 (Of the Fall of Man and Original Sin.)
11. 자연인 인간의 상태에 관하여 (Of the State of Man by Nature.)
12. 은혜의 선택에 관하여 (On the Election of Grace.)
13. 영원한 은혜 언약에 관하여 (Of the Eternal Covenant of Grace.)
14. 하나님 아버지의 인격과 구원 계획에서 그에게 부여된 사역에 관하여 (Of the Person of the Father and the Work Ascribed to Him in the Plan of Salvation.)
15. 중보자 그리스도의 인격에 관하여 (Of the Person of Christ, The Mediator.)
16. 중보자의 직무에 관하여 (Of the Offices of the Mediator.)
17. 그리스도의 비하와 승귀에 관하여 (Of the Humiliation and Exaltation of Christ.)
18. 구속에 관하여 (Of Redemption.)
19. 그리스도의 중보에 관하여 (Of the Intercession of Christ.)
20. 성령의 사역과 인격에 관하여 (Of the Person and Work of the Holy Ghost.)
21. 구원 계획을 적용하는데 있어 성령 사역의 필요성에 관하여 (Of the Necessity for the Work of the Holy Spirit to Apply the Plan of Salvation.)
22. 복음의 부르심에 관하여 (Of the Call of the Gospel.)
23. 그리스도와의 연합에 관하여 (Of Union with Christ.)
24. 칭의에 관하여 (Of Justification.)
25. 양자에 관하여 (Of Adoption.)
26. 중생에 관하여 (Of Regeneration.)
27. 성화에 관하여 (Of Sanctification.)
28. 믿음을 얻는 것과 그 열매들에 관하여 (Of Saving Faith and its Fruits.)
29. 생명에 이르는 회개에 관하여 (Of Repentance Unto Life.)
30. 도덕법에 관하여 (Of the Moral Law.)
31. 선행에 관하에 (Of Good Works.)
32. 양심의 평화에 관하여 (Of Peace of Conscience.)
33. 희망의 보증에 관하여 (Of the Assurance of Hope.)
34. 은혜로 인내함에 관하여 (Of Perseverance in Grace.)
35. 교회에 관하여 (Of the Church.)
36. 교회 교제에 관하여 (Of the Church Fellowship.)
37. 복음의 성찬식에 관하여 (Of the Ordinances of the Gospel.)
38. 침례에 관하여 (Of Baptism.)
39. 주의 만찬에 관하여 (Of the Lord’s Supper.)
40. 시민 정부에 대한 복종에 관하여 (Of Obedience to the Civil Government.)
41. 죽음과 죽은 뒤 인간의 상태에 관하여 (Of Death and the State of Men after Death.)
42. 부활에 관하여 (Of the Resurrection.)
43. 보편적인 심판에 관하여 (Of the general Judgment.)
44. 악한 자와 경건한 자의 영원한 상태에 관하여 (Of the Eternal State of the Wicked and the Godly.)

## 참고 자료
- Confession of Faith of the Calvinistic Methodists of Wales (1823)